# Герб Галисии
Герб Галисии — официальный символ автономного сообщества Галисия, расположенного на северо-западной окраине Испании.

## Описание
В лазоревом поле золотая потира под серебряной гостией, сопровождаемые по бокам и сверху семью серебряными крестами. Щит увенчан золотой королевской короной.

## Символика
В первоначальном виде, известном с XIII века, в гербе королевства Галисия в лазоревом поле было только три золотых чаши, но в XVI веке в качестве украшения были добавлены серебряные кресты. Количество крестов символизировало количество провинций, из которых ранее состояла Галисия.